# Trò chơi mô phỏng kinh doanh

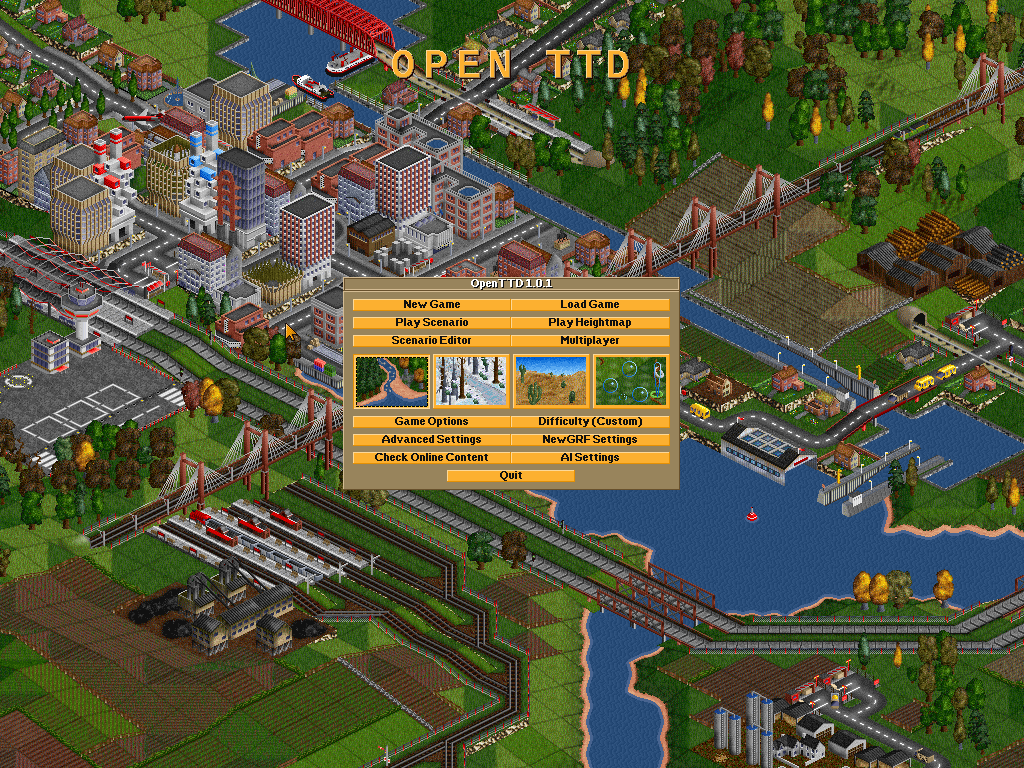
Giáo diện chính của một trò chơi kinh doanh phổ biến, Open TTD

Trò chơi mô phỏng kinh doanh (tiếng Anh: Business simulation game viết tắt là Business sim) còn được gọi là trò chơi mô phỏng kinh tế hay tycoon game, là những game tập trung vào việc quản lý các quá trình kinh tế thường ở dạng của một doanh nghiệp. Mô phỏng kinh doanh thuần túy đã được mô tả như mô phỏng xây dựng và quản lý mà không có một yếu tố xây dựng, và do đó có thể được gọi là mô phỏng quản lý. Thực tế, quản lý vi mô thường được nhấn mạnh trong thể loại game này. Tuy chúng chủ yếu chỉ là những con số, nhưng cố gắng giữ sự chú ý của người chơi bằng cách sử dụng đồ họa sáng tạo. Sự quan tâm trong dạng game này nằm trong mô phỏng chính xác các sự kiện trong thế giới thực bằng cách sử dụng các thuật toán, cũng như kết nối chặt chẽ các hành động của người chơi đến những hậu quả và kết quả mong đợi hay chính đáng. Một khía cạnh quan trọng của mô phỏng kinh tế là sự xuất hiện của các hệ thống trí tuệ nhân tạo, lối chơi và cấu trúc.
Có rất nhiều trò chơi trong thể loại này đã được thiết kế qua rất nhiều hãng khác nhau. Theme Park World có thể được gọi là một game mô phỏng kinh doanh bởi vì mục tiêu của trò chơi là để thu hút khách hàng và kiếm lợi nhuận, nhưng game cũng liên quan đến một phần xây dựng khiến nó thuộc dạng mô phỏng xây dựng và quản lý. Thể loại này cũng bao gồm rất nhiều các "Tycoon" game như Railroad Tycoon, Business Tycoon Online và Big Biz Tycoon. Những tựa game mô phỏng kinh doanh đáng chú ý khác bao gồm Air Bucks và The Movies.
Trevor Chan là một nhà phát triển nổi bật về các game mô phỏng kinh doanh, đã phát triển tựa game Capitalism năm 1995 được mô tả như là "trò chơi mô phỏng kinh doanh hay nhất". Năm 2009 hãng cho phát hành tựa game mô phỏng kinh doanh nối mạng trực tuyến Virtonomics vốn có khái niệm gần gũi với game Capitalism. Hiện nay một số trường đại học và các trường kinh doanh châu Âu và Mỹ đã sử dụng thể loại mô phỏng kinh doanh này vào trong chương trình giáo dục của họ.
Quá trình phát triển hoạt động của công nghệ Internet và sự phát triển của các đối tượng Internet trong những năm gần đây đã đưa ra một động lực mạnh mẽ cho sự phát triển của ngành công nghiệp trò chơi trực tuyến, và đặc biệt là loại hình mô phỏng kinh doanh trực tuyến. Có nhiều thể loại mô phỏng kinh doanh trực tuyến như dựa trên trình duyệt và tải về, chơi đơn và chơi nhiều người, thời gian thực và theo lượt.

## Ứng dụng thực tế
Bởi vì thể loại mô phỏng kinh tế mô phỏng hệ thống thế giới thực, nên chúng thường có thể được sử dụng cho mảng giáo dục kinh tế. Một số lợi ích của việc mô phỏng cho phép học sinh trải nghiệm và tự kiểm tra trong các tình huống trước khi đối mặt nó ở ngoài đời thực, ngoài ra nó còn cho phép sinh viên thử nghiệm và kiểm tra các giả thuyết, và vấn đề có vẻ thực tế hơn đối với họ hơn khi được giảng dạy một cách thụ động từ bảng đen. Chúng cũng được sử dụng rộng rãi trong thế giới chuyên nghiệp để đào tạo người lao động trong các ngành công nghiệp tài chính, quản lý và nghiên cứu các mô hình kinh tế (một hiệp hội của các chuyên gia mang tên ABSEL, tồn tại cho mục đích duy nhất của việc thúc đẩy sử dụng của họ), với một số dạng mô phỏng vượt quá 10.000 biến số. Mô phỏng kinh tế thậm chí còn được sử dụng trong các thí nghiệm, chẳng hạn như của Donald Broadbent về việc học tập và nhận thức rằng tiết lộ cách mà mọi người thường có năng khiếu để làm chủ hệ thống mà không cần phải thấu hiểu các nguyên tắc cơ bản. Một số game khác được sử dụng để nghiên cứu hành vi của người tiêu dùng.

## Lịch sử
Tựa game mô phỏng kinh tế đầu tiên của Dan Bunten là M.U.L.E. được phát hành vào năm 1983, báo trước những sự kiện sẽ diễn ra về sau trong lịch sử video game, đặc biệt là trong thị trường game MMOG, liên quan đến người chơi hợp tác và các nền kinh tế được mô phỏng. Trò chơi là game được tặng thưởng cao nhất của Electronic Art, dù chỉ bán được 30.000 bản. Cùng năm đó, Epyx cũng cho phát hành tựa game mô phỏng kinh doanh Oil Barons.